# Твірне слово
Твірне слово  – слово, від основи якого утворюється нове (похідне) слово: ліс —> лісник—>підлісний.
Є слова похідні - це ті, що утворені від твірних, та непохідні - це ті, що не утворені від інших слів. 
Наприклад: "ніч" - твірне слово для "щоночі".
Таким чином, "ніч" виконує роль непохідного, а слово "щоночі" - похідного. 
Утворене слово "щоночі" і "ніч" мають спільну частину, яка називається твірною (що-ноч-і - ніч).

## Словотвірні засоби
Серед словотвірних засобів розрізняють суфікси, префікси, постфікси, інтерфікси. 
Словотвірна пара ніч-щоночі складають твірну та похідну частини слова. 
| Твірна основа | Словотворчий засіб | Похідне слово |
| ніч           | префікс що-        | щоночі        |
| їхати         | префікс за-        | заїхати       |
| радіти        | префікс по-        | порадіти      |

## Часті помилки
Часто помилково вживають слова співставити, співставлення(що є калькою із російської мови).Тому,правильніше казати зіставити та зіставлення,використовуючи словотворчий префікс зі-.